# Torres Strait Island Region
Koordinaten: 9° 52′ S, 142° 35′ O

Die Torres Strait Island Region ist ein lokales Verwaltungsgebiet (LGA) im australischen Bundesstaat Queensland. Das Gebiet ist 490 km² groß und hat etwa 4500 Einwohner.

## Geografie
Die Region ist ein Zusammenschluss von 15 der 18 Inseln, die in der Torres-Straße zwischen der Kap-York-Halbinsel und Papua-Neuguinea liegen. Sie sind etwa 2250 km von der Hauptstadt Brisbane entfernt.
Der Verwaltungssitz der LGA liegt auf der Thursday Island, die selbst nicht zur LGA gehört. Zur Region gehören folgende Inseln: Hammond, Moa (mit St Pauls und Kubin), Badu, Mabuiag, Yorke, Coconut, Sue, Yam, Darnley, Stephens, Boigu, Saibai, Dauan und die Murray Islands.

## Geschichte
1885 wurde erstmals eine eigene Verwaltung für die Torres-Inseln eingerichtet, die 1912 in Thursday Island Town Council und 1970 in Torres Shire umbenannt wurde. Ab 2002 gab es auf 15 Inseln eigene Verwaltungen, die 2008 zur Torres Strait Island Region zusammengeschlossen wurden. Thursday Island und zwei weitere Inseln sind im Torres Shire zusammengeschlossen.

## Verwaltung
Der Torres Strait Island Regional Council hat 16 Mitglieder. 15 Councillor werden von den Bewohnern der 15 Divisions (jede Insel ist ein eigener Wahlbezirk) gewählt. Der Ratsvorsitzende und Mayor (Bürgermeister) wird zusätzlich von allen Bewohnern der Region gewählt.